# Nabaztag

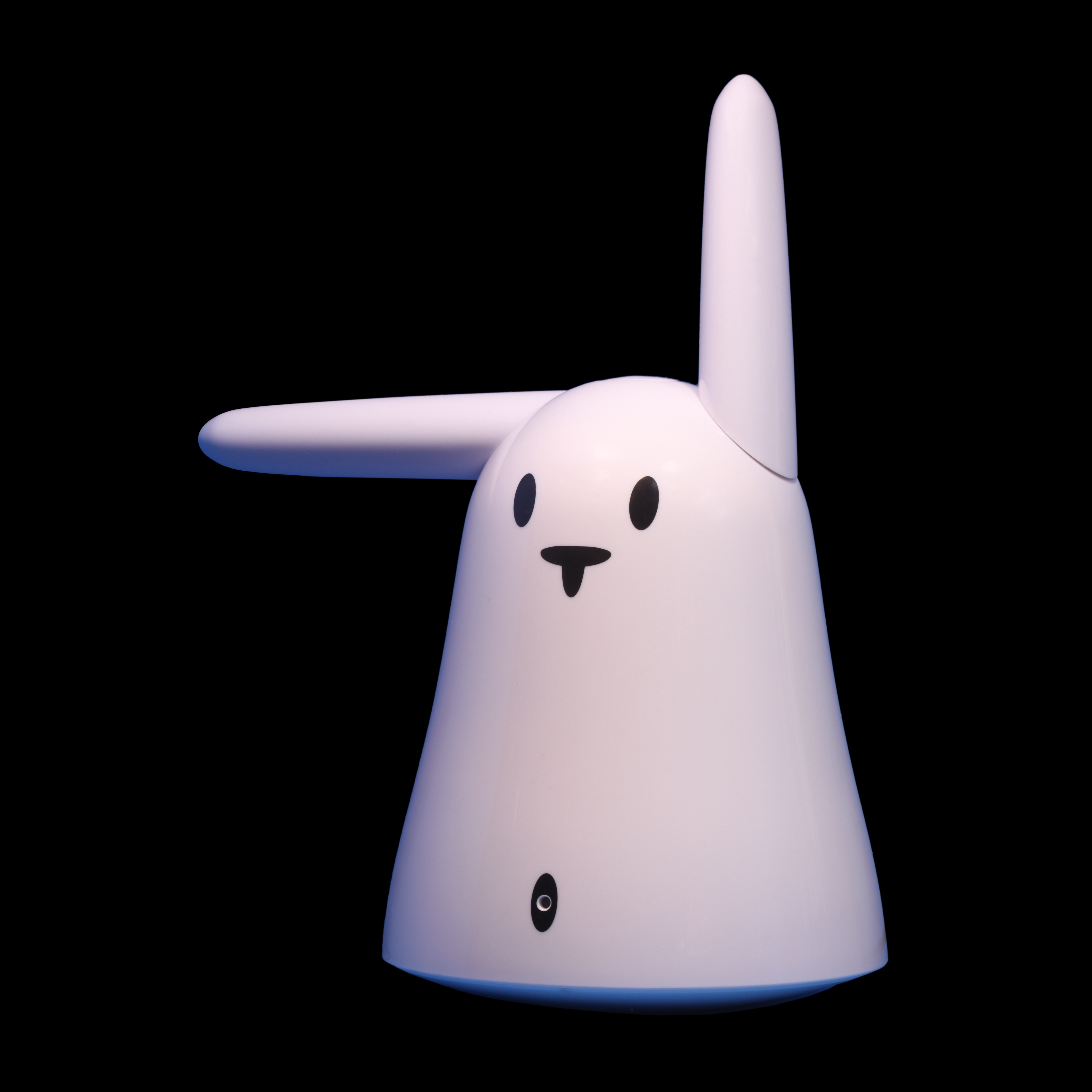
Un Nabaztag

Nabaztag ("նապաստակ" che in lingua armena significa coniglio), è un giocattolo meccanico Wi-Fi ideato da Rafi Haladjian e Olivier Mével e prodotto dalla compagnia francese Violet.

## Descrizione
Ha la forma di un coniglio ed è alto 23 centimetri, per un peso di 418 grammi, dispone di svariate abilità, tra le quali dare le previsioni del tempo, declamare le ore, segnalare eventuali messaggi di posta elettronica e illuminarsi per mezzo di LED colorati, muovendo le orecchie e pronunciando imprevedibili battute. Può inoltre riprodurre messaggi testuali ed MP3. Con il passare del tempo altri svariati servizi sono stati implementati. È inoltre scomparsa la distinzione tra servizi base e servizi su abbonamento, anch'essi divenuti gratuiti. Esistono anche dei servizi sviluppati dagli stessi utenti (musica, notizie, curiosità) denominati "Nabcast".
Grazie al Wi-Fi, Nabaztag è sempre connesso tramite internet ai server di Violet che mantengono aggiornati i contenuti e i servizi: questo piccolo coniglio può pertanto contare su di un'intelligenza sempre nuova e in divenire.
Dapprima Violet ha offerto i suoi servizi solo in lingua inglese o francese, in proporzione alla percentuale di vendite per nazionalità, ma alcuni utenti hanno sviluppato Nabcast nella propria lingua.
Da giugno 2007 i servizi sono offerti anche in Italiano, Spagnolo e Tedesco. Il piccolo coniglio intelligente sa però parlare (lettura dei messaggi e messaggi scritti) 16 lingue:  Inglese (USA) e Inglese (GB), Spagnolo, Tedesco, Francese, Italiano, Fiammingo, Portoghese, Danese, Olandese, Finlandese (Suomi), Islandese, Svedese, Norvegese, Turco e Polacco.
Il prodotto integra un microcontrollore PIC18F6525, una scheda BenQ 802.11b Wi-Fi PCMCIA, un generatore di suono ml2870a PCM, un convertitore ADPCM, due motori per muovere la orecchie, un controller dei LED TCL5922, e una piccola quantità di memoria.
Il software incorporato gestisce il traffico TCP/IP e il driver Wi-Fi. Implementa anche una macchina virtuale in grado di eseguire fino a 64kb di codice.
Esiste una API ufficiale dedicata, che include molteplici linguaggi di programmazione, tra i quali Java e Perl per offrire la possibilità a terzi di sviluppare ulteriori applicazioni.

## Storia
Le prime versioni di questo piccolo coniglio orientato al web sono state sviluppate nella scuola per ingegneri ESME Sudria a Ivry-sur-Seine. È oggi Violet a possederne i diritti tecnologici e commerciali.
Antoine Schmitt ne è il designer comportamentale e Jean-Jacques Birgé il designer sonoro. Insieme hanno anche composto l'Opera Nabaz'mob per 100 conigli tra loro comunicanti (Prix Ars Electronica Award of Distinction Digital Musics 2009). Sylvain Huet ha programmato Nabaztag e Maÿlis Puyfaucher è l'autore di tutti i testi.
L'oggetto, venduto a partire da giugno 2005, alla fine di ottobre 2006 aveva raggiunto i 35.000 esemplari nella sola Francia. A settembre 2007 sono presenti più di 180.000 Nabaztag in tutto il mondo.
Nel settembre del 2008 Violet affianca al "coniglio" un nuovo dispositivo, il Mir:ror, un lettore RFID che si connette al personal computer tramite una porta USB.
Il 20 ottobre 2009 Violet è acquistata dal software publisher Mindscape.
Il 29 luglio 2011 Mindscape, proprietaria di Violet, comunica lo spegnimento dei server di gestione di Nabaztag, e rende pubblico il codice per la gestione dei "coniglietti" multimediali, rendendo possibile a diverse comunità utenti di creare dei nuovi server. Comunque, le varie comunità utente hanno privilegiato soluzioni alternative, basate sui progetti open source OpenJabNab, Nabizdead e OpenNag, più semplici da implementare dell'originale server (denominato "burrow", con riferimento alle tane dei conigli selvatici) Violet/Mindscape ma privi del supporto per le vecchie unità Nabaztag di prima generazione. Le comunità utente sorte nell'immediata chiusura del server "ufficiale" supportano infatti i soli Nabaztag/tag.
Successivamente, col passaggio del brand Karotz e Nabaztag allo sviluppatore di prodotti tecnologici Aldebaran, tra il 23 ed il 24 dicembre 2011 il dominio www.nabaztag.com è stato nuovamente riaperto. Basato questa volta su un server Java, basato sulle soluzioni opensource nate sino a quel momento, il nuovo server ha un'interfaccia in francese ma contenuti audio in varie lingue, con approssimazione dei principali servizi del burrow precedente. Il servizio è ancora in beta.
Similarmente, il sito www.nabaztag.com ora ospita un progetto fanmade per riattivare i Nabaztag della generazione precedente che, ad oggi (Gennaio 2012) sono attivi con il servizio "Umori" (ripetizione random di frasi divertenti) in sola lingua francese, giochi di luce, coreografie di orecchie (il servizio "Tai-Chi") e ritmi di sonno-veglia prestabiliti. Non è ancora disponibile un'interfaccia utente per modificare o personalizzare le impostazioni.

### Nabaztag/tag
Dal 12 dicembre 2006 è stata immessa sul mercato una nuova versione, denominata Nabaztag/tag, con alcune funzioni aggiuntive.
Il microfono, attraverso il quale è possibile impartire comandi vocali all'apparecchio, il supporto allo streaming di dati e suono, un lettore di chip RFID che consente il riconoscimento di oggetti tramite etichette dotate di questa tecnologia, jack audio e una "manopola-coda" che permette di regolare il volume.
Inoltre, mentre il Nabaztag viene aggiornato solo in modalità "push" (il dispositivo viene chiamato dal server della compagnia Violet appena un nuovo contenuto è disponibile per essere riprodotto), il Nabaztag/tag dispone anche della modalità "pull" (ossia è lui ad interrogare il server).
Raddoppia, infine, la capacità di memoria per riprodurre gli mp3: da 45 a 90 secondi.
La nuova versione, praticamente immutata nella forma, si distingue tuttavia dalla precedente per la finitura lucida e, soprattutto, per l'ombelico microfono.
Nabaztag/tag, grazie allo streaming, può disporre di numerosi servizi basati su webradio (uno fra tutti Viva Radio 2, ma anche tutte le principali stazioni radio italiane, americane ed europee), preclusi alla versione precedente.
Ad oggi il Nabaztag/tag è servito dalla compagnia acquirente della sua originale produttrice, la Aldebaran, e diverse community opensource.
A fine ottobre 2014, Aldebaran ha comunicato lo spegnimento dei server e la conclusione del progetto, previsto per il 18 febbraio 2015.

## Controversie
Il 17 settembre del 2008 L'Autorità garante della concorrenza e del mercato, in seguito ad una segnalazione dell'associazione di consumatori Altroconsumo, ha decretato alla società Violet Sarl una discussa sanzione amministrativa pecuniaria per pratiche commerciali scorrette. 50000 € a fronte di 488 conigli venduti in Italia sino ad allora. Nel particolare si è contestato alla società produttrice del coniglio "Nabaztag" una pubblicità ingannevole sul proprio sito internet che lasciava intendere che i comandi vocali impartibili al coniglio potessero essere pronunciati anche in lingua italiana, mentre erano allora supportati solo in francese, inglese, spagnolo e tedesco.